# Rajd Wybrzeża Kości Słoniowej 1983
Rajd Wybrzeża Kości Słoniowej 1983 (15. Rallye Côte d’Ivoire) – 15 Rajd Wybrzeża Kości Słoniowej rozgrywany na Wybrzeżu Kości Słoniowej w dniach 25-30 października. Była to jedenasta runda Rajdowych Mistrzostw Świata w roku 1983. Rajd został rozegrany na nawierzchni szutrowej. Bazą rajdu było miasto Abidżan.

## Wyniki końcowe rajdu[1]
| Msc. | Kierowca        | Pilot            | Samochód                | Czas  | Strata | Grupa | Punkty |
| ---- | --------------- | ---------------- | ----------------------- | ----- | ------ | ----- | ------ |
| 1    | Björn Waldegård | Hans Thorszelius | Toyota Celica TCT       | 5:18  | 0.0    | B12   | 20     |
| 2.   | Hannu Mikkola   | Arne Hertz       | Audi Quattro A2         | 5:29  | +0:11  | B12   | 15     |
| 3.   | Per Eklund      | Ragnar Spjuth    | Toyota Celica TCT       | 6:58  | +1:40  | B12   | 12     |
| 4.   | Samir Assef     | Solange Barrault | Toyota Celica 2000GT    | 12:09 | +6:51  | 4/3   |        |
| 5.   | Alain Ambrosino | Daniel Le Saux   | Peugeot 505 V6          | 14:22 | +9:04  | A8    | 10     |
| 6.   | Eugène Salim    | Clement Konan    | Mitsubishi Lancer Turbo | 16:08 | +10:50 | B12   | 8      |
| 7.   | Claude Thibault | Elizabeth Clave  | Mitsubishi Colt Lancer  | 23:02 | +17:44 | 2/3   |        |
| 8.   | Michel Molinie  | Marc Molinie     | Nissan 160J             | 23:10 | +17:52 | 2/3   |        |

## Klasyfikacja po 11 rundach
Tabele przedstawiają tylko pięć pierwszych miejsc.

### Kierowcy
| Lp. | Kierowca       | Pkt |
| --- | -------------- | --- |
| 1   | Hannu Mikkola  | 110 |
| 2   | Walter Röhrl   | 102 |
| 3   | Markku Alén    | 100 |
| 4   | Stig Blomqvist | 69  |
| 5   | Michèle Mouton | 53  |

### Producenci
| Lp. | Producent | Pkt |
| --- | --------- | --- |
| 1   | Lancia    | 118 |
| 2   | Audi      | 104 |
| 3   | Opel      | 73  |
| 4   | Nissan    | 52  |
| 5   | Renault   | 27  |